# Mu Kanazaki
Mu Kanazaki (Prefectura de Mie, Japó, 16 de febrer de 1989) és un futbolista japonès.

## Selecció japonesa
Mu Kanazaki va disputar 5 partits amb la selecció japonesa.